# Вулиця Семена Антонця (Полтава)
Ву́лиця Семена Антонця — одна із вулиць Полтави, знаходиться в історичній місцевості Колонія у Київському районі. Пролягає від вулиці Театральної до вулиці Лугової.  До вулиці Семена Антонця прилучається: провулок Шкільний — Ярослава Мудрого —Кірхова— Олександра Лютого і 2-й Прорізний провулок. Сучасна протяжність ≥ 1500 м. (у 1951 році до вулиці приєднали колишню самостійну вулицю Новофабрикантську, яка йшла вниз до Здихального яру)
Вулицю прокладено на початку XIX століття згідно з планами Полтави 1803–1804 років, за якими була розпланована територія між Чамариним і Бойковим ярами для домоволодінь, які переносилися в зв'язку з перебудовою центру міста. З 1880-х років мала назву вул. Фабрикантська. Назву одержала від фабрик-майстерень німців-ремісників запрошених за часів Олексія Куракіна, для яких було споруджено близько 50 дерев'яних будинків (не збереглися). На початку вулиці у 1810 році зведено перший стаціонарний театр, споруджено будинок провіантських складів. У 1832 році відкрито дерев'яну лютеранську Петропавлівську кірху, яка діяла тут до 1885 року  (орієнтовно розташовувалася там, де зараз садиба №67), у кінці  ще з 1802 року діяв цегельний завод. Вулицю реконструйовано у 1960–1980 роках. Забудована багатоповерховими та індивідуальними житловими будинками.
Під час декомунізації та дерусифікації —вулицю на честь Балакіна Василя Федоровича (названу так у 1944 році) у 2023 році перейменували на честь Антонця Семена Свиридовича.